# سايمور لندن
سايمور لندن (بالإنجليزية: Seymour London)‏ هو طبيب أمريكي، ولد في 1 يوليو 1915 في ديترويت في الولايات المتحدة، وتوفي في 14 يوليو 2010.